# Павловская улица (Москва)
Па́вловская у́лица (до начала XIX века — Петропа́вловская у́лица, Больша́я Серпуховска́я у́лица) — улица, расположенная в Южном административном округе города Москвы на территории Даниловского района.

## История
Улица получила современное название по стоящей здесь с 1763 года больнице, основана по указу императрицы Екатерины II как «больница для бедных» в честь выздоровления тяжело больного наследника престола Павла, откуда обиходное название Павловская больница, ныне 4-я городская клиническая больница; на территории больницы находилась церковь апостола Павла. До начала XIX века улица называлась Петропа́вловская у́лица (по церкви Петра и Павла в Александровских казармах на этой же улице), а на планах 1859—62 годов обозначалась как Больша́я Серпуховска́я у́лица.

## Расположение
Павловская улица отходит от Большой Серпуховской улицы в месте её пересечения с улицей Павла Андреева и 1-м Щипковским переулком и проходит на юг, с востока к ней примыкает 3-й Павловский переулок, затем — 2-й Павловский переулок с востока, а на юго-запад от улицы отходит Подольское шоссе, далее к улице с востока примыкает 1-й Павловский переулок, затем — 1-й Подольский переулок с запада, далее от Павловской улицы на юго-восток отходит Даниловский переулок, Павловская улица проходит до улицы Даниловский Вал, за которой продолжается как Староданиловский проезд. Нумерация начинается от Большой Серпуховской улицы.

## Примечательные здания и сооружения
По нечётной стороне:
- Памятник В. И. Ленину (1967; скульптор В. Б. Топуридзе, архитектор К. Т. Топуридзе)
- Комплекс зданий Павловской больницы (ГКБ № 4), памятник архитектуры

По чётной стороне:
- № 6 — Театриум на Серпуховке (Московский театр клоунады под руководством Терезы Дуровой)
- № 8/4 — Александровские казармы (1877—1878, архитектор А. П. Попов)

## Транспорт

### Автобус
По северной части улицы от Подольского шоссе до Большой Серпуховской улицы проходят автобусы м9, м86, с932; н8 (остановка 3-й Павловский переулок – Театриум на Серпуховке).

### Метро
- Станция метро «Серпуховская» Серпуховско-Тимирязевской линии — на Большой Тульской улице
- Станция метро «Тульская» Серпуховско-Тимирязевской линии — юго-западнее улицы, между Большой Тульской улицей, Большим Староданиловским, Холодильным и 1-м Тульским переулками.